# Atje voor de sfeer
Atje voor de sfeer is een single van de Nederlandse zanger René Karst uit 2019. Het stond in hetzelfde jaar als eerste track op het album Atje voor de sfeer (en andere sfeermakers). 

## Achtergrond
Atje voor de sfeer is geschreven door Harry Wayne Casey, Deborah Carter, René Karst en Francesca Gonzales en geproduceerd door John Dirne. Het is een bewerking van Give It Up van KC and The Sunshine Band uit 1983. Het is een carnavalskraker die gaat over het drinken van bier in de vorm van een adje; in een teug. Het woord "Atje" in de titel is een incorrecte schrijfwijze van het woord adje, dat van ad fundum (lat.) afkomstig is. De videoclip van Atje voor de sfeer is opgenomen in Groningen waarbij René Karst te zien is samen met De Útlopers. 
Het lied is een van Karst's meest geluisterde nummers. Het werd meer dan tien miljoen keer geluisterd en is daarmee goud. Daarnaast leverde het de zanger in 2019 een Buma NL Award op in de categorie grootste feesthit van het jaar.
In 2021 kwam het boek over kroonprinses Amalia van Claudia de Breij uit, waar in stond dat het lied het lievelingslied van de kroonprinses is en dat ze er elke dag mee opstaat. Hierop volgend maakte Karst eerst een videoboodschap waarin hij het lied voor de kroonprinses zingt, en zong hij bij het televisieprogramma M op de verjaardag van Amalia een speciale verjaardagsversie van het lied.
Er zijn naast de verjaardagsversie voor Amalia, nog meer versies van het lied bekend. De B-kant van de single was al een remix op het lied. Daanaast kwamen er in 2019 nog twee remixen door andere artiesten uit. De eerste was van Karst in samenwerking met Altijd Larstig & Rob Gasd'rop & Poar Neem'n, wat een hardstyleremix was. De tweede remix kwam van DJ Maurice.

## Hitnoteringen
De zanger had in de hitlijsten bescheiden succes met het lied. Er was geen notering in de Single Top 100 en ook de Nederlandse Top 40 werd niet behaald, al was daar wel de derde plaats in de Tipparade. Er was ook de 31e plek in de Ultratip 100, de tiplijst voor de Vlaamse Ultratop 50.